# スルーズゲルミル
北欧神話において、スルーズゲルミル（古ノルド語: Þrúðgelmir。綴りは他にThrudgelmir、Thrúdgelmir など）は、霜の巨人で、原巨人アウルゲルミル（スノッリ・ストゥルルソンが『ギュルヴィたぶらかし』においてユミルと同定している）の息子であり、ベルゲルミルの父であった。
スルーズゲルミルは、『古エッダ』の詩『ヴァフスルーズニルの言葉』に登場する。オーディン（偽名ガグンラーズを名乗って話している）が、「誰がアース神族の中で、また巨人の中で、最も年長の者であったか」と質問したとき、ヴァフスルーズニルが答えた。
大地が作られる前に無数の冬があった、
その頃ベルゲルミルが生まれた、
スルーズゲルミルが彼の父であった、
そしてアウルゲルミルが彼の祖父だった。」

—『ヴァフズルーズニルの歌』 (29)
Rudolf Simekによれば、スルーズゲルミルはアウルゲルミルの足から生まれた6つの頭を持つ息子(『ヴァフズルーズニルの歌』33)と同一の者である、しかし、スルーズゲルミルがただ一つの情報源（『スールル』は別として）にしか書かれていない事実が、John Lindowをして、スルーズゲルミルが詩人によって考案されたかもしれないという提案をさせしめることとなった。追加すれば、第33聯によると、アウルゲルミルには2人以上の直系の男の子供がいたことから、他の者と確定的に同一視することはできない。
彼らは霜の巨人の脇の下から
女の子と男の子が一緒に生まれたと言っている。
賢い巨人の足が、他の足と共に、
6つの頭を持つ息子を生んだ。